# Курдзюк Василь
Василь Курдзюк (біл. Васіль Курдзюк, рос. Василий Курдюк; нар. 23 березня 1982) — білоруський волейболіст, який грає на позиції догравальника. Колишній гравець національної збірної Білоруси та українського ВК «Факел» з Івано-Франківська.

## Життєпис
Народився 23 березня 1982 року в Мінську.
Закінчив Білоруський державний університет фізичної культури.
У рідній країні виступав у складах клубів СКА, ГВК, а взимку 2019 року клав угоду з БАТЕ-БДУФК. Свого часу виступав у складі українського ВК «Факел» з Івано-Франківська (до дебюту команди в українській Суперлізі восени 2006 року). Також за кордоном захищав честь іранських «Шардарі» та «Мізана», азербайджанських «Азернафти» та «Серхедчі», низки команд Туреччини (зокрема, «Колежлілера» (Д2) у 2011 році, «Бешикташа» в сезоні 2013—2014).
Був гравцем національної збірної Білоруси, зокрема, у 2011 році.
Дружина — білоруська волейболістка Марина Тумас.

### Досягнення
- чемпіон Білоруси у складах СКА і ГВК[2].